# Café des Délices
Le café de Sidi Chaabane, rebaptisé café des Délices, est un café conçu en terrasse et créé dans les années 1960 à Sidi Bou Saïd en Tunisie. Situé dans le haut du village, il offre une vue sur le golfe de Tunis. Ses parasols adoptent la même couleur bleue que les portes et volets du village.

## Histoire
Le café est construit autour de la tombe du saint Sidi Chaabane. C'est l'un des lieux de tournage, en 1999, du clip de la chanson de Patrick Bruel, Au Café des délices, à la suite duquel, le café a été rebaptisé ainsi, tout en conservant son nom originel,.
En juillet 2017, il est contraint quelque temps à la fermeture car la répression des fraudes avait constaté que les clients se voyaient imposer des consommations obligatoires et illégales à des prix exorbitants.

## Évocations culturelles
- Au Café des délices, chanson de Patrick Bruel, à l'origine du nom du café. En 2014, une pétition invite à « boycotter » le lieu : en effet la popularité due à la chanson aurait provoqué une forte augmentation des prix[6].
- Colette Fellous l'évoque dans son ouvrage Pièces détachées[7].